# Hurricane Run
Hurricane Run (2002-2016) est un cheval de course irlandais à la robe bai appartenant au haras de Coolmore, élevé par Gestüt Ammerland, entrainé par André Fabre et monté par Kieren Fallon. Il est le lauréat de l'édition 2005 du Prix de l'Arc de Triomphe.

## Carrière de courses
Hurricane Run ne fait qu'une seule apparition à la fin de son année de 2 ans, qui se solde par une victoire. En 2005, après une course de rentrée, il s'adjuge le Prix Hocquart, tout en versant dans la ligne droite, comme il en a la mauvaise habitude. Favori d'un Prix du Jockey-Club qui, pour la première fois cette année-là, passe de 2 400  à   2 100 mètres, il y subit la loi du Britannique Shamardal, auquel ce raccourcissement de distance sied parfaitement. Hurricane Run est quant à lui un vrai poulain de distance classique, et il le prouve en remportant le Derby d'Irlande. Mis au repos durant l'été, il fait son retour dans le Prix Niel, sous de nouvelles couleurs, celles de Michael Tabor, l'un des associés de Coolmore : après sa balade irlandaise, la toute puissante écurie a sorti le chéquier pour s'offrir le poulain pour une somme murmurée de 30 millions d'euros. Et c'est un achat gagnant : Hurricane Run remporte le Prix Niel et se pose en postulant sérieux à la victoire Prix de l'Arc de Triomphe, sinon en favori face au vainqueur d'Epsom, Motivator, à la lauréat des Oaks et du Vermeille, l'Aga Khan Shawanda, et une pléthore de bons chevaux d'âge, dont le tenant du titre Bago. Tous devront s'incliner, Hurricane Run s'imposant par deux longueurs devant le champion stayer Westerner et Bago. Il reçoit sans surprise plusieurs récompenses de fin d'année, dont le titre de Cheval de l'année 2005 en France devant Divine Proportions, celui de cheval de l'année en Europe et de meilleur 3 ans, tandis que la FIAH et Timeform, en lui attribuant respectivement 130 et 134 de rating, le consacrent tous deux numéro 1 mondial de l'année.
En 2006, Hurricane Run accroche à son palmarès d'autres victoires prestigieuses, notamment la Tattersalls Gold Cup (de sept longueurs devant la championne Alexander Goldrun) et les King George VI and Queen Elizabeth Diamond Stakes aux dépens d'Electrocutionist et du Japonais Heart's Cry. Il est battu par Shirocco dans le Prix Foy, mais sans avoir été sollicité par son jockey, qui a voulu le préserver pour le Prix de l'Arc de Triomphe 2006. Le dimanche 1er octobre 2006, il se présente en favori au départ du 85e Prix de l'Arc de Triomphe, pour tenter une passe de deux qui n'a plus été réalisée depuis Alleged en 1978. Cependant, il doit affronter Deep Impact, le meilleur cheval japonais de tous les temps, au palmarès éloquent. Collé à la corde, Hurricane Run ne parvient pas à déclencher son action habituelle, et doit se contenter de la 4e place sur la piste, derrière Rail Link, Pride et Deep Impact. Le déclassement de ce dernier quelques semaines plus tard lui permet cependant de terminer. Dix jours plus tard, il prend un nouvel accessit dans les Champion Stakes remportées par Pride puis achève sa carrière par un échec dans le Breeders' Cup Turf, là où tant d'autres Arc-winners se sont cassés les dents avant lui.  Son rating FIAH est de 126, soit le 8e de l'année 2006, une livre derrière Rail Link et Deep Impact.

### Résumé de carrière
| Date         | Hippodrome      | Pays        | Course                                  | Statut      | Distance    | Jockey       | Place       | Écart       | Vainqueur ou deuxième |
| 2004, 2 ans  | 2004, 2 ans     | 2004, 2 ans | 2004, 2 ans                             | 2004, 2 ans | 2004, 2 ans | 2004, 2 ans  | 2004, 2 ans | 2004, 2 ans | 2004, 2 ans           |
| ------------ | --------------- | ----------- | --------------------------------------- | ----------- | ----------- | ------------ | ----------- | ----------- | --------------------- |
| 21 octobre   | Longchamp       | France      | Prix de Belleville                      | Maiden      | 1 800 m     | C. Soumillon | 1er / 9     | 2 ½         | Paramount             |
| 2005, 3 ans  |                 |             |                                         |             |             |              |             |             |                       |
| 7 octobre    | Longchamp       | France      | Prix de Ferrières                       | Course B    | 2 200 m     | C. Soumillon | 1er / 7     | 3           | Warning Sign          |
| 9 mai        | Longchamp       | France      | Prix Hocquart                           | Gr. 2       | 2 200 m     | C. Soumillon | 1er / 6     | 5           | Silver Cross          |
| 5 juin       | Chantilly       | France      | Prix du Jockey-Club                     | Gr. 1       | 2 100 m     | C. Soumillon | 2e / 6      | encolure    | Shamardal             |
| 26 juin      | Curragh         | Irlande     | Irish Derby                             | Gr. 1       | 2 400 m     | K. Fallon    | 1er / 9     | 1/2         | Scorpion              |
| 11 septembre | Longchamp       | France      | Prix Niel                               | Gr. 2       | 2 400 m     | K. Fallon    | 1er / 5     | 3           | Runaway               |
| 2 octobre    | Longchamp       | France      | Prix de l'Arc de Triomphe               | Gr. 1       | 2 400 m     | K. Fallon    | 1er / 15    | 2           | Westerner             |
| 2006, 4 ans  |                 |             |                                         |             |             |              |             |             |                       |
| 28 mai       | Curragh         | Irlande     | Tattersalls Gold Cup                    | Gr. 1       | 2 100 m     | K. Fallon    | 1er / 3     | 7           | Alexander Goldrun     |
| 25 juin      | Saint-Cloud     | France      | Grand Prix de Saint-Cloud               | Gr. 1       | 2 400 m     | K. Fallon    | 2e / 6      | tête        | Pride                 |
| 29 juillet   | Ascot           | Royaume-Uni | King George VI & Queen Elizabeth II St. | Gr. 1       | 2 400 m     | C. Soumillon | 1er / 6     | 1/2         | Electrocutionist      |
| 10 septembre | Longchamp       | France      | Prix Foy                                | Gr. 2       | 2 400 m     | K. Fallon    | 2e / 5      | encolure    | Shirocco              |
| 1er octobre  | Longchamp       | France      | Prix de l'Arc de Triomphe               | Gr. 1       | 2 400 m     | K. Fallon    | 3e / 8      | 3 ¼         | Rail Link             |
| 14 octobre   | Newmarket       | Royaume-Uni | Champion Stakes                         | Gr. 1       | 2 000 m     | M. Kinane    | 3e / 8      | 3 ¼         | Pride                 |
| 4 novembre   | Churchill Downs | États-Unis  | Breeders' Cup Turf                      | Gr. 1       | 2 400 m     | C. Soumillon | 6e / 11     | 5 ½         | Red Rocks             |

## Au haras
Hurricane Run officie comme étalon au haras irlandais de Coolmore (30 000 € la saillie en 2007, 20 000 € en 2009, 15 000 € en 2010), avant d'être exporté en Allemagne, où ses tarifs sont fixés à 12 000 € en 2016, l'année de sa mort. Il revendique deux vainqueurs de groupe 1, dont Ectot (Critérium International, Joe Hirsch Turf Classic Invitational Stakes), mais son succès fut limité. Hurricane Run est euthanasié  le 14 décembre 2016 en raison de complications post-opératoires. 

## Origines
La famille maternelle de Hurricane Run est allemande, sa mère, Hold On se réclamant de ses frères, Hondo Mondo (par Caerleon), vainqueur de groupe 2, et Hondero (par Damister), lauréat de groupe 3. Surumu, le père de Hold On, était l'un des plus importants reproducteurs d'Allemagne, donnant de nombreux champions, dont le grand sire Acatenango.

### Pedigree
| Origines de Hurricane Run (IRE), mâle bai né en 2002 | Origines de Hurricane Run (IRE), mâle bai né en 2002 | Origines de Hurricane Run (IRE), mâle bai né en 2002 | Origines de Hurricane Run (IRE), mâle bai né en 2002 |
| ---------------------------------------------------- | ---------------------------------------------------- | ---------------------------------------------------- | ---------------------------------------------------- |
| Père Montjeu                                         | Sadler's Wells                                       | Northern Dancer                                      | Nearctic                                             |
| Père Montjeu                                         | Sadler's Wells                                       | Northern Dancer                                      | Natalma                                              |
| Père Montjeu                                         | Sadler's Wells                                       | Fairy Bridge                                         | Bold Reason                                          |
| Père Montjeu                                         | Sadler's Wells                                       | Fairy Bridge                                         | Special                                              |
| Père Montjeu                                         | Floripedes                                           | Top Ville                                            | High Top                                             |
| Père Montjeu                                         | Floripedes                                           | Top Ville                                            | Sega Ville                                           |
| Père Montjeu                                         | Floripedes                                           | Toute Cy                                             | Tennyson                                             |
| Père Montjeu                                         | Floripedes                                           | Toute Cy                                             | Adele Toumignon                                      |
| Mère Hold On                                         | Surumu                                               | Literat                                              | Birkhan                                              |
| Mère Hold On                                         | Surumu                                               | Literat                                              | Lis                                                  |
| Mère Hold On                                         | Surumu                                               | Surama                                               | Reliance                                             |
| Mère Hold On                                         | Surumu                                               | Surama                                               | Suncourt                                             |
| Mère Hold On                                         | Hone                                                 | Sharpen Up                                           | Atan                                                 |
| Mère Hold On                                         | Hone                                                 | Sharpen Up                                           | Rocchetta                                            |
| Mère Hold On                                         | Hone                                                 | Lucy                                                 | Sheshoon                                             |
| Mère Hold On                                         | Hone                                                 | Lucy                                                 | Laverock (famille 1-l)                               |